# Hugo & Tiago
Hugo & Tiago  é uma dupla sertaneja brasileira composta pelos amigos Hugo Rosa dos Santos Alves (Goiânia, 12 de maio de 1982) e Tiago Hércules da Silva Piquilo (Fartura, 24 de janeiro de 1984). A dupla foi formada em 2004, no programa Fama da Rede Globo.

## Biografia

### Integrantes

#### Hugo Alves
Hugo Rosa dos Santos Alves nasceu em Goiânia no dia 12 de maio de 1982 filho de Marizette Rosa dos Santos e Hélio Alves. Ainda jovem foi morar em Goianésia junto a seu pai, mãe e irmãos.
Seu pai, Hélio Alves, adquiriu nesta época um mercadinho, onde todos da família trabalhavam e somavam ali boas experiências.
Nos anos de juventude, Hugo viveu em uma fazenda na cidade de Campinaçu, onde ali ajudava nos serviços da roça. Foi neste período que o cantor descobriu seu talento para a música.
Costumeiramente Hugo Alves ia até a cidade junto de seus irmãos Rodrigo, Suhélia, Elizete e Lorena, ora a pé, ora de carona, para estudar, pois já sabia que o estudo era de grande valia para sua carreira artística.
Em 2001, Hugo voltou a cidade de Goiânia, morando junto com sua avó, para terminar seus estudos e também para procurar um emprego. A partir deste período, Hugo teve muitas experiências na carreira, formando várias duplas. Sua dupla de maior destaque chamava-se Hugo Reis e Juliano. Esta dupla participava de programas locais de rádio e tinha músicas na programação de várias rádios de Goias.
Após a insistência de sua tia Eleuza, Hugo finalmente decidiu se inscrever no programa Fama e ali teve enfim sua oportunidade para mostrar seu dom de cantar a todo o país. Foi ali também que Hugo conheceu a Tiago, atual parceiro e grande amigo.

#### Tiago Piquilo
Tiago Hércules da Silva Piquilo nasceu na cidade de Fartura em São Paulo no dia 24 de Janeiro de 1984, filho de Maria Iracema da Cruz e Alcides da Silva (falecido em 4 de julho de 2020).
Desde pequeno Tiago já mostrava seu talento para a música, tanto que aos 8 anos de idade já se apresentava em celebrações na igreja, festas de escola e até em festivais na cidade de Fartura e cidades da região. Tiago vencia a quase todos festivais que participava, tendo sempre como parceiros seus irmãos Django e Franco Nero, que se revezavam na formação de dupla com Tiago.
Aos 13 anos, Tiago começava a se apresentar em bares, junto ao grupo "Jr. e Cia", buscando sempre seu sonho de carreira artística. E justamente atrás deste sonho é que Tiago viajava por todo o Estado de São Paulo, participando de concursos e eventos.
Porém, aos 17 anos Tiago teve uma mudança em sua vida. Após um derrame que seu pai Alcides sofreu, Tiago assumiu o bar de sua família, mas sem desistir da carreira musical. Mesmo se dedicando ao bar, Tiago continuava cantando, participando do grupo "Latitude 7", além de cantar com seu amigo Vito Cola e ainda participar de uma dupla com seu irmão: Franco e Tiago.
Mesmo com toda dedicação, Tiago ainda não tirava todo seu sustento da arte. Além de trabalhar no bar, vendia porcos e revendia cervejas.
Com a oportunidade do programa Fama, em 2004, Tiago não pensou duas vezes e se inscreveu na atração, sendo um dos selecionados e finalmente mostrando todo seu talento para o Brasil, formando mais tarde uma dupla com Hugo, também participante do talent show. Tiago acabou se tornando o vencedor da terceira edição do programa.
No dia 13 de setembro de 2021, Tiago Piquilo foi anunciado como participante da décima terceira temporada do reality show A Fazenda na RecordTV. Foi o 8º eliminado da atração, disputando a preferência do público contra Dayane Mello e Sthefane Matos, terminando a disputa em 13º lugar.

### A dupla

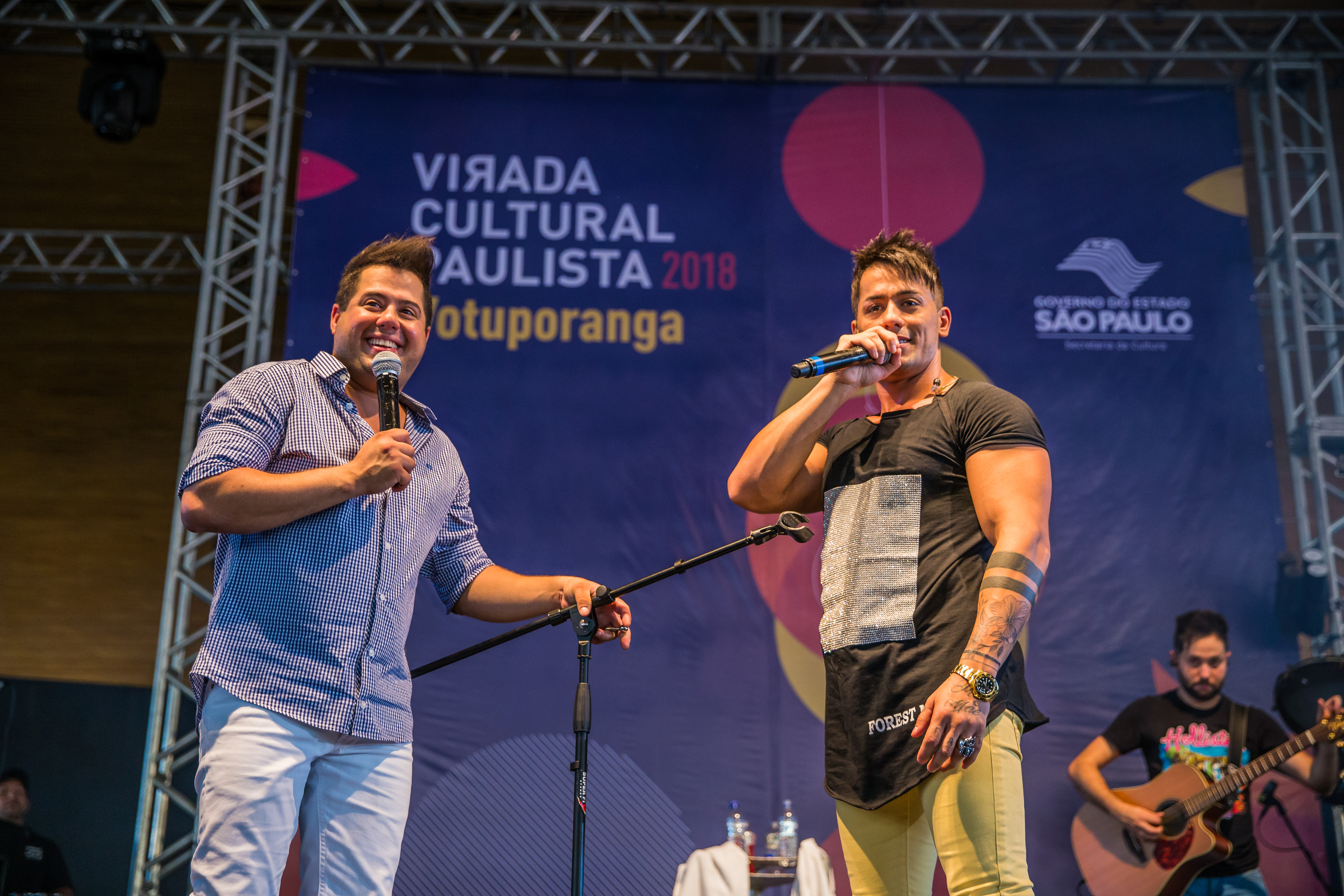
Virada Cultural Paulista em Votuporanga (2018)

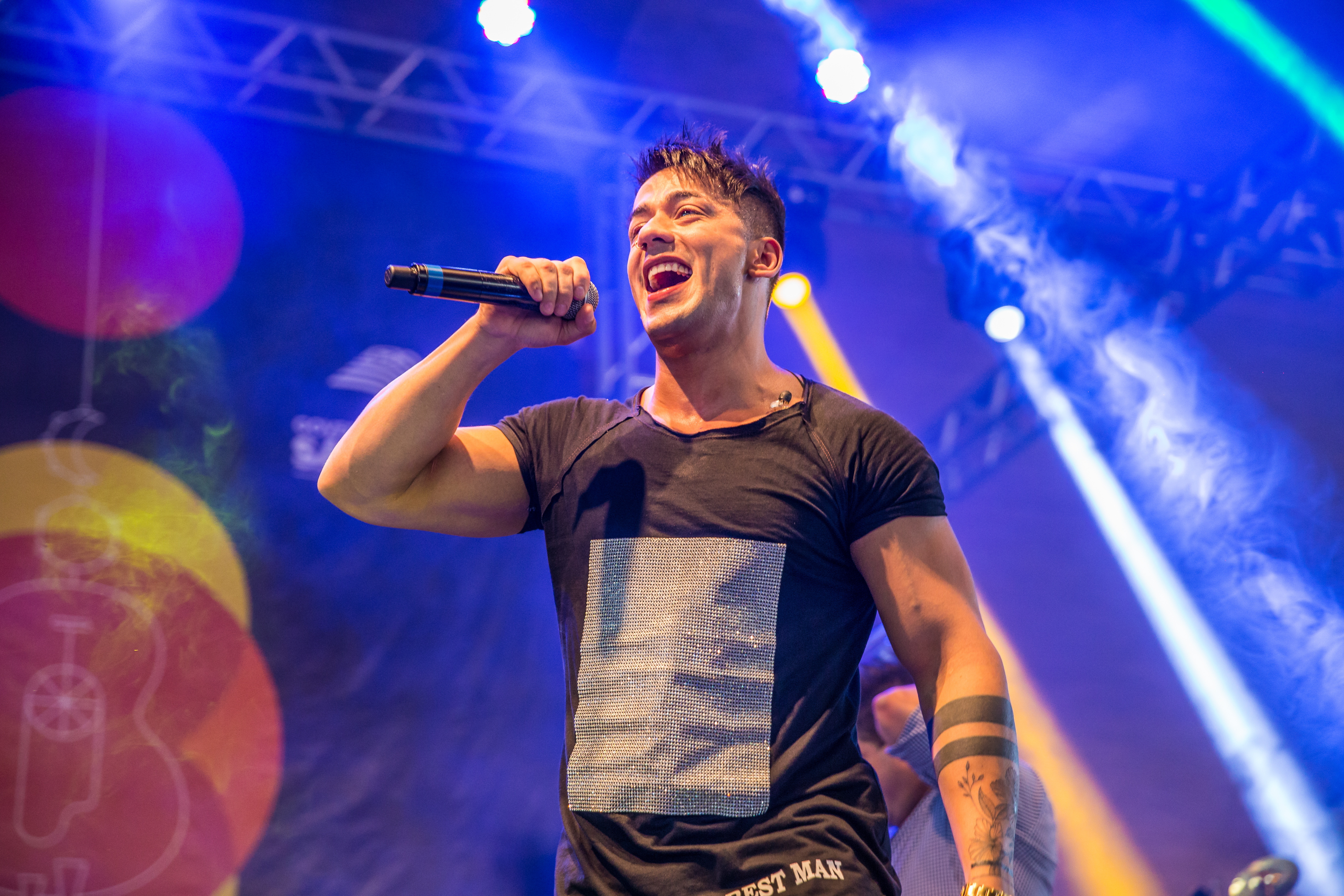
Virada Cultural Paulista em Votuporanga (2018)

Hugo e Tiago se conheceram em 2004 no programa Fama da Rede Globo. A sintonia entre os dois começou no programa assim que notaram que compartilhavam do mesmo gosto musical. Com isso, logo surgiu a proposta para que montassem o seu primeiro CD como uma dupla.
Seu primeiro CD foi lançado com o nome "Hugo e Tiago". O álbum continha músicas conhecidas, como a versão brasileira da música "Imbranato" de Tiziano Ferro intitulado "Apaixonado", além de "Oito Segundos", canção que se tornou trilha da novela América da Rede Globo.
O segundo CD da carreira de Hugo e Tiago foi lançado com o nome "Os Corações Não São Iguais", em 2006, que trouxe três canções que tocaram bastante nas rádios: "Fora de Área", "Tão Bom" e "Pra Falar a Verdade". Um ano depois, lançaram o CD "Inesquecível", cujos destaques estavam nas músicas "Inesquecível" e "Amor Vira-Lata".
No ano de 2009 a dupla não para. Com a música "O amor de antes" com participação especial da dupla Zezé Di Camargo e Luciano, Hugo e Tiago tocam em todas as rádios. O CD "Sou Eu" foi lançado em Novembro de 2009.
Em março de 2011, a dupla gravou seu primeiro DVD "De Madrid a Salvador" na Estância Nathalya em Botucatu (SP). Este DVD é composto por 24 músicas inéditas e dançantes e a regravação de "Amor Vira-Lata" do disco "Inesquecível". O DVD traz o sucesso nacional "Ninguém Tem Nada Com Isso", "De Madrid a Salvador" e "Dando Risada". O DVD foi lançado um ano depois da gravação.
Em 2013, a dupla apresentou o programa Festival Sertanejo no SBT.
Em 2014, a dupla lança pela gravadora Sony Music o sexto álbum O Que Acontece No Bar, que contém os sucessos "Gaguinho" e "Esse Copo Aqui".

## Músicas em trilhas sonoras
Várias de suas canções já fizeram parte de trilhas de novelas, como "Oito Segundos", em América; "Os Corações Não São Iguais", em Cobras & Lagartos e "No Lugar Onde Eu Moro", em Paraíso, todas da Rede Globo. Além das novelas globais, a dupla já emplacou canções em novelas de outras emissoras, como "Meu Sangue Ferve por Você", em Revelação e "Futuro" em Cúmplices de um Resgate, do SBT.

## Discografia

### Álbuns
- Hugo & Tiago (2004)
- Os Corações Não São Iguais (2006)
- Inesquecível (2007)
- Sou Eu (2009)
- De Madrid a Salvador - Ao Vivo em Botucatu (2012)
- O Que Acontece no Bar - Volume 6 (2014)
- Ao Vivo em Goiânia (2018)

### Singles
| Ano  | Single                                              | Álbum                                      |
| ---- | --------------------------------------------------- | ------------------------------------------ |
| 2004 | "Apaixonado"                                        | Hugo & Tiago                               |
| 2005 | "Eu me Apaixonei"                                   | Hugo & Tiago                               |
| 2005 | "Aguenta Coração"                                   | Hugo & Tiago                               |
| 2006 | "Fora de Área"                                      | Os Corações Não São Iguais                 |
| 2006 | "Tão Bom"                                           | Os Corações Não São Iguais                 |
| 2006 | "Pra Falar a Verdade"                               | Os Corações Não São Iguais                 |
| 2007 | "Inesquecível"                                      | Inesquecível                               |
| 2008 | "Amor Vira-Lata"                                    | Inesquecível                               |
| 2009 | "O Amor de Antes" (part. Zezé Di Camargo & Luciano) | Sou Eu                                     |
| 2010 | "Gosto de Café Amargo"                              | Sou Eu                                     |
| 2011 | "Ninguém Tem Nada Com Isso"                         | De Madrid a Salvador - Ao Vivo em Botucatu |
| 2011 | "De Madrid a Salvador"                              | De Madrid a Salvador - Ao Vivo em Botucatu |
| 2012 | "Dando Risada"                                      | De Madrid a Salvador - Ao Vivo em Botucatu |
| 2013 | "Gaguinho"                                          | O Que Acontece no Bar                      |
| 2014 | "Esse Copo Aqui"                                    | O Que Acontece no Bar                      |
| 2017 | "Taca Cachaça pra Nóis" (part. Pedro Paulo & Alex)  | Ao Vivo em Goiânia                         |
| 2017 | "Decadência" (part. Felipe Araújo)                  | Ao Vivo em Goiânia                         |
| 2018 | "Tô Entrando pra Família"                           | Ao Vivo em Goiânia                         |
| 2019 | "Protagonista" (part. MC Zaac)                      | —                                          |
| 2019 | "Microfone de Garrafa" (part. Bruno Rosa)           | —                                          |
| 2020 | "Nessa Boquinha"                                    | —                                          |
| 2020 | "Sem Você"                                          | —                                          |
| 2020 | "Segure As Pontas"                                  | —                                          |
| 2021 | "Coração de Cabaré"                                 | —                                          |

### Singlespromocionais
| Ano  | Single                                                    | Álbum                                      |
| ---- | --------------------------------------------------------- | ------------------------------------------ |
| 2005 | "Oito Segundos"                                           | Hugo & Tiago                               |
| 2006 | "Os Corações Não São Iguais"                              | Os Corações Não São Iguais                 |
| 2008 | "Meu Sangue Ferve Por Você"                               | Inesquecível                               |
| 2009 | "No Lugar Onde Eu Moro"                                   | Sou Eu                                     |
| 2011 | "Reflexo"                                                 | De Madrid a Salvador - Ao Vivo em Botucatu |
| 2012 | "Dei Teu Nome a Uma Estrela"                              | O Que Acontece no Bar - Volume 6           |
| 2013 | "Mexe Devagar, Bum"                                       | O Que Acontece no Bar - Volume 6           |
| 2013 | "Fale Aqui Com a Minha Mão" (part. João Neto & Frederico) | O Que Acontece no Bar - Volume 6           |
| 2015 | "Fã"                                                      | —                                          |
| 2016 | "Futuro"                                                  | Ao Vivo em Goiânia                         |
| 2016 | "Mil Vidas"                                               | Ao Vivo em Goiânia                         |